# 霍恩布倫德海崖
69°54′S 159°45′E / 69.900°S 159.750°E
霍恩布倫德海崖（英語：Hornblende Bluffs）是南極洲的海崖，位於奧次地，屬於威爾遜山的一部分，海拔高度1,050米，由新西蘭探險隊命名，現時由南極條約體系管理。